# Holger Bisgaard (økonom)
 Der er flere personer med dette navn, se Holger Bisgaard.
Holger Ludvig Bisgaard (2. februar 1864 på Frederiksberg – 19. april 1948) var en dansk nationaløkonom, historiker og sparekasseinspektør.
Holger Ludvig Bisgaard var assistent i Universitetskvaesturen til 1902. Han blev samme år dr. polit med afhandlingen Den danske nationaløkonomi i det 18. århundrede. Var desuden medlem af Nationaløkonomisk Forening.
Bisgaard skrev en række skrifter om sparekassernes historie, bl.a. jubilæumsbogen Sparekassen for Kjøbenhavn og Omegn 1820-1920 (1920), Danmarks Sparekasser, deres Udvikling gennem 100 Aar (1910, i samarbejde med Johannes Schiødt) og Møens Spare- og Laanekasse af 1827 1827 – 3. Dec. – 1927  (1927), foruden forelæsningsbogen Penge-, Bank- og Børsvæsen Grundrids til Forelæsninger, holdte paa Købmandsskolen (1908).
1913 blev han Ridder af Dannebrog og 1921 Dannebrogsmand.